# Halina Birenbaum
Halina Birenbaum (Warschau, 15 september 1929) is een Pools-Israëlische Holocaustoverlevende, auteur, activist en vertaler.

## Levensloop
Birenbaum werd geboren in Warschau, als dochter van Jakub Grynsztajn en Pola Kijewska. Ze had twee oudere broers. Na de Duitse bezetting van Polen werd het huis, waar de familie in woonde, onderdeel het getto van Warschau. Na de liquidatie van het getto in juli 1943 werd de familie voor korte tijd overgebracht naar Majdanek en vervolgens naar Auschwitz. Ze overleefde de gedwongen evacuatie van het kamp en de dodenmars van Auschwitz naar Wodzisław Śląski in januari 1945, om vervolgens naar Ravensbrück en in februari naar Neustadt-Glewe gedeporteerd te worden. In mei 1945 werd ze in Neustadt-Glewe bevrijd door het Rode Leger. Haar moeder werd vermoord in Majdanek, terwijl haar vader omkwam in het vernietigingskamp Treblinka.
In 1947 emigreerde ze vanwege de toenemende antisemitisme in Polen naar Israël, waar ze trouwde met Chaim Birenbaum en twee zonen kreeg. Tot eind 1950 werkte ze aan een kibboets. Ze besteedt veel van haar tijd aan praten over haar vroege ervaringen met Israëlische, Poolse en Duitse jongeren.

## Onderscheidingen
- In 1999 ontving Birenbaum de Orde Polonia Restituta van de Poolse president Aleksander Kwaśniewski

## Werken
- Nadzieja umiera ostatnia (1967)
- Powrót do ziemi praojców (1991)
- Każdy odzyskany dzień (1998)
- Wołanie o pamięć (1999)
- Echa dalekie i bliskie. Spotkania z młodzieżą (2001)
- Życie każdemu drogie (2005);
- Moje życie zaczęło się od końca, Państwowe Muzeum Auschwitz-Birkenau, Oświęcim 2010
- Wciąż pytają (2011)
- Szukam życia u umarłych. Wywiad z Haliną Birenbaum, Państwowe Muzeum Auschwitz-Birkenau, Oświęcim 2013
- To nie deszcz, to ludzie. Halina Birenbaum w rozmowie z Moniką Tutak-Goll, Wydawnictwo Agora, Warszawa 2019 ISBN 978-83-268-2837-9.

- Bibliothèque nationale de France: cb144922307 (data)
- CiNii: DA11182307
- Gemeinsame Normdatei: 119366827
- International Standard Name Identifier: 0000 0001 1463 1231
- Library of Congress Control Number: no90020821
- Bibliotheek van het Japanse parlement: 00796480
- Nationale Bibliotheek van Tsjechië: xx0110888
- Nationale Bibliotheek van Israël: 987007258727005171
- Nationale Bibliotheek van Polen: a0000001178271
- Système universitaire de documentation: 068915187
- Virtual International Authority File: 106959907
- WorldCat: E39PBJkHkppcmKPTyJ97W47fv3